# Acarnus wolffgangi
Acarnus wolffgangi är en svampdjursart som beskrevs av Keller 1889. Acarnus wolffgangi ingår i släktet Acarnus och familjen Acarnidae. Inga underarter finns listade i Catalogue of Life.